# خلايا البطانة العصبية
خَلايا البَطانة العَصبية (بالإنجليزية: ependymal cells)‏، هيَ أَحد أَنواع الخَلايا الدِبقية العَصَبية.

## المنشأ
تَنشأ خَلايا البطانة العَصبية مِن الأَديم المُتوسط.

## الموقع

الضَفيرة المَشيمية حيث يُشار إلى خلايا البطانة العَصبية بِرقم (8)

1. تُغطي خَلايا البطانة العَصبية الضَفيرة المَشيمية (Choroid plexus).
2. تُبطن خلايا البَطانة العَصبية بُطينات الدِماغ والقناة المَركزية للحبَل الشَوكي.

## الشَكل

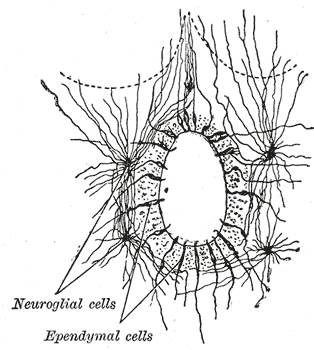
رسم توضيحي لِخَلايا البطانة العَصبية

تُوصف خَلايا البطانة العَصبية بأنها خَلايا ذات شَكل مُكعبي، تَمتلك سَطحان، هُما:
1. سَطح عُلوي ذو يحتوي على زُغيبات قصيرة وَأهداب قليلة.
2. سَطح سُفلي ذو امتدادات رقيقة، حيث تمتد بشكل عَميق نَحو المادة الرَمادية في الجِهاز العَصبي المَركزي.

## الأَهمية
1. تُشكل مَصدر لتغذية العَصبون.
2. تَشكيل السائِل النُخاعي (cerebrospinal fluid).